# Armor Attack
Armor Attack es un juego Matamarcianos vectorial diseñado por Tim Skelly y lanzado en arcades por Cinematronics en 1980. Fue licenciado a Sega en Japón. En Armor Attack, el jugador controla un jeep en una vista desde arriba, como un laberinto, de una ciudad. Los edificios no están dibujados en el juego, pero son una superposición que se encuentra en la parte superior del monitor. La superposición también tiñe los vectores de color verde.
Armor Attack fue lanzado para el Vectrex en 1982.

## Descripción
El jeep está armado con un lanzamisiles que dispara hacia adelante; El jugador puede tener dos cohetes en pantalla en ese momento. La conducción es similar al Combat para el Atari 2600 y el juego de arcade Asteroids, donde un botón gira el jeep en el sentido de las agujas del reloj, mientras que un segundo botón gira el jeep en el sentido contrario a las agujas del reloj. Un tercer botón simula el pedal del acelerador para avanzar, mientras que un cuarto botón se usa para disparar.
Los tanques aparecen periódicamente desde diferentes lugares en el borde de la pantalla y conducen hacia el jugador. Los tanques siempre viajan a lo largo de líneas horizontales o verticales, a diferencia del jeep que se mueve libremente. Las torretas de tanques se mueven para rastrear al jugador, permitiéndoles disparar en cualquier dirección. Los tanques normalmente toman dos golpes para matar, y el jugador solo puede tener dos cohetes en la pantalla a la vez. El helicóptero engendra desde cualquier punto y se acerca al jugador en rutas en bucle que vuelan sobre el jeep y disparan periódicamente. Si se golpea, el helicóptero entra en espiral. Destruir el helicóptero recompensa al jugador con una vida extra.
El jugador puede morir al ser disparado por los tanques del helicóptero o por colisionar con los tanques. En el modo de dos jugadores, los jugadores no pueden matarse entre sí. El juego se acelera periódicamente para aumentar la dificultad.

## Recepción
David H. Ahl, de Creative Computing Video & Arcade Games, elogió el "asombroso realismo" del helicóptero enemigo en la versión Vectrex.